# Monument aux morts des Abymes
Le monument aux morts des Abymes est un cénotaphe situé sur la place Frédéric-Jalton de la commune des Abymes en Guadeloupe. Il a été élevé en mémoire des habitants de la ville morts lors des combats de la Première Guerre mondiale.

## Histoire
Commandé par le maire de la commune, Max Clainville-Bloncourt, le monument aux morts est réalisé par la société Payot-Khan-Farcy pour un montant de 136 000 FRF (90 204,72 EUR2023). L'œuvre est conçue par le sculpteur et céramiste Ardaches Baldjian, un artiste d'origine arménienne, survivant dans son enfance du génocide arménien, élève d'Antoine Bourdelle et installé en Martinique depuis 1934. Installé sur la place de la Liberté d'alors (actuelle place Frédéric-Jalton), le monument est inauguré le 26 décembre 1937, en présence notamment du gouverneur de la Guadeloupe, Félix Éboué, très impliqué dans le projet.
Le monument aux morts est inscrit au titre des monuments historiques par arrêté du 10 décembre 2013, signé par la préfète de région Marcelle Pierrot.

## Description
Le monument aux morts, d'environ six mètres de haut, est une forme d'obélisque, dont le pyramidion ressemble à un obus. Il arbore quatre panneaux en céramiques réalisés en Métropole :
- Sur l'une des faces, au-dessus de l'inscription « La commune des Abymes reconnaissante à ses enfants héroïques morts pour la Mère Patrie 1914-1918 » se tient une Marianne triste et recueillie, une couronne de lauriers dans les mains dans une composition intitulée La République offrant une couronne à ses enfants[4].
- Sur une deuxième face, le panneau, intitulé La République recueillant un blessé[4], présente une Marianne noire, portant un bonnet phrygien et une couronne de lauriers, qui tient dans ses bras un homme mort ou mourant, noir également – ce qui est très rare pour cette époque, même aux Antilles[5] – à la manière d'une piéta religieuse[4].
- Elle porte son regard sur une troisième face où le même homme, nu, tient à la main un fusil dans une composition intitulée La Participation des troupes coloniales dans tous les corps d’armée qui présente les symboles de tous les corps des armées françaises : un cheval pour la cavalerie de l'armée de Terre ; un canon pour l'artillerie ; un fusil pour l'infanterie ; une ancre de marine pour les troupes coloniales de la Navale ; et un avion, pour l'armée de l'Air naissante[6]. Le fait que l'homme soit nu est un hommage aux héros de l'Antiquité et non une allusion péjorative à une culture primitive[6].
- Le quatrième panneau, intitulé La Guadeloupe victorieuse[4], représente une femme antillaise « digne et recueillie » portant la main qui tient une palme à son sein, avec une croix latine et une colombe de la paix derrière elle.

Sur le socle du monument figurent les 43 noms des morts auquel il rend hommage.